# Santiago Arata
Pour les articles homonymes, voir Arata.
Pas d'image ? Cliquez ici

a Compétitions nationales et continentales officielles uniquement.

b Matchs officiels uniquement.
Dernière mise à jour le 28 avril 2025.
Santiago Arata, né le 2 septembre 1996 à Montevideo (Uruguay), est un joueur international uruguayen de rugby à XV évoluant principalement au poste de demi de mêlée. Il évolue avec le Castres olympique en Top 14 depuis 2020.

## Carrière

### En club
Santiago Arata commence le rugby avec le Old Christians Club, un club amateur de sa ville natale disputant le championnat d'Uruguay.
Il quitte son pays natal en 2019 pour rejoindre le club américain des Sabercats de Houston qui évolue en Major League Rugby,.
En 2020, il rejoint la franchise professionnelle uruguayenne de Peñarol Rugby dans le nouveau championnat continental appelé Súper Liga Americana de Rugby. Il n'a le temps de disputer qu'une seule rencontre avec sa nouvelle équipe, avant que la saison soit interrompue en raison de la pandémie de Covid-19.
La même année, il signe un contrat de deux saisons avec le Castres olympique en Top 14,. En juin 2021, il prolonge son contrat jusqu'en 2024. Au terme de sa deuxième saison, il est finaliste du championnat après une défaite face à Montpellier. Le match précédent, il inscrit un essai lors de la demi-finale gagnée face à Toulouse.
En octobre 2023, il prolonge son contrat avec Castres jusqu'en 2026. En octobre 2024, alors que son départ du club avait été annoncé pour la fin de la saison en cours, il décide finalement de prolonger son contrat jusqu'en 2029.

### En équipe nationale
Santiago Arata a joué avec l'équipe d'Uruguay des moins de 20 ans en 2015 et 2016, disputant le trophée mondial junior.
Il fait ses débuts en équipe d'Uruguay à l'âge de 19 ans, à l'occasion d'un match contre l'équipe du Canada le 6 février 2016,.
En 2018, il joue le barrage aller-retour contre le Canada dans le cadre des qualifications de la zone Amériques pour la Coupe du monde 2019. Avec deux victoires, sur le score de 29-38 à Vancouver et de 32-31 à Montevideo, l'Uruguay décroche sa qualification pour la Coupe du monde 2019.
En 2019, il est retenu dans la liste de 31 joueurs pour disputer la Coupe du monde 2019 au Japon. Le 25 septembre 2019, il participe à la victoire historique de son équipe contre les Fidji, marquant à cette occasion un essai après une course de 40 mètres où il élimine trois défenseurs fidjiens,.
Il est sélectionné dans le groupe uruguayen retenu pour disputer la Coupe du monde 2023 en France. Il est titulaire lors des quatre matchs de son équipe lors de la compétition, et inscrit un essai lors de la rencontre face à la Namibie,.

## Palmarès

### En club
- Finaliste du Championnat de France en 2022 avec le Castres olympique.

### En équipe nationale
- Vainqueur de la Coupe des nations en 2017, 2018 et 2019[23]

## Statistiques
- 49 sélections avec l'Uruguay depuis 2016.
- 76 points (15 essais).